# Nadie te amará como yo
 «Nadie te amará como yo» es el primer sencillo del álbum My World de Dyland & Lenny. Este tema (producido por Luny Tunes) fue lanzado el 16 de octubre de 2009 por todas las plataformas digitales.

## Video
El video comienza en un gimnasio donde Dyland & Lenny se encuentran ejercitando, Lenny se acuerda de su expareja mientras Dyland le dice que la olvide pero su amigo no puede. Luego de que Dyland se fuera Lenny prende la radio y empieza a cantar la canción, al rato después reciba una llamada de Dyland diciéndole que su ex se encuentra comiendo en un restaurante con otro hombre y que este le está pidiendo matrimonio. Minutos más tarde Lenny llega al restaurante y empieza a cantarle a su ex desde fuera del lugar hasta que entra y en ese momento se mete Dyland que finalmente es empujado por la chica que se va del local pero antes le lanza una mirada a Lenny y deja su anillo de matrimonio en la mesa.

## Remix
Hicieron un official remix con Arcángel "La Maravilla" y Zion (que hace dúo con Lennox).
- Datos: Q6037420